# هنر سکایی

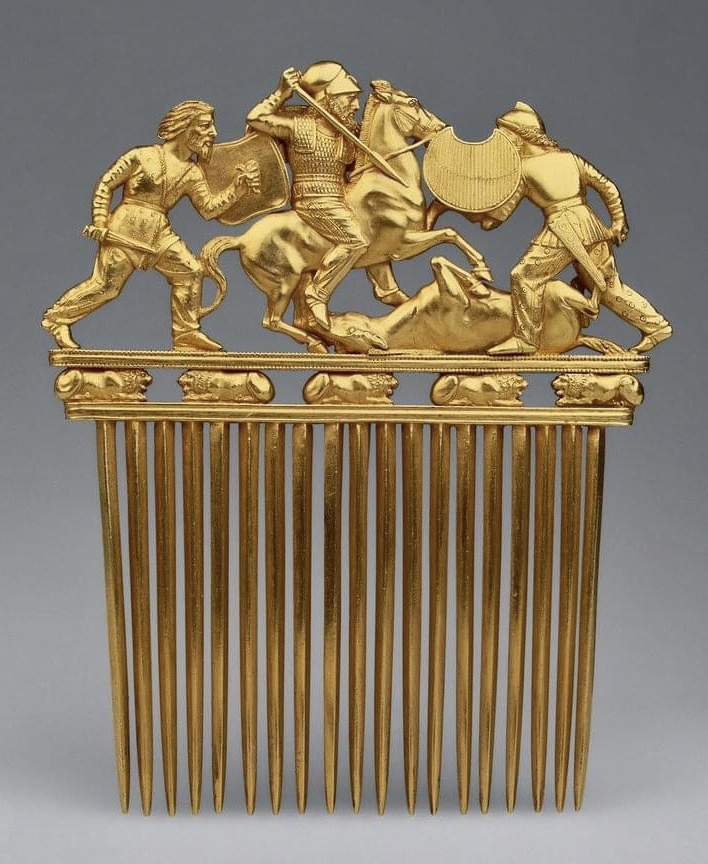
شانه طلایی سکایی در موزه ارمیتاژ

هنر سکایی به هنر مردم اهل سکائستان گفته می‌شود که بیشتر شامل اشیاء تزئینی و جواهرنشان است.
هنر مردمان ایرانی‌تبار سکایی و مردمان کوچ‌نشین همسایه‌شان، ترکیبی جذاب از فرهنگ‌ها و سبک‌ها را به نمایش می‌گذارد. این مردمان در استپ‌های وسیع اوراسیا زندگی می‌کردند و هنر آن‌ها عمدتاً شامل اشیاء تزئینی مثل جواهرات می‌شد. ماساژت‌ها، سرمتی‌ها و دیگر زیرگروه‌های سکایی در این منطقه زندگی می‌کردند.
هنر سکایی در قرن‌های هفتم تا سوم پیش از میلاد به اوج خود رسید. این هنر با نقوش حیوانی پرانرژی و منحصربه‌فردش شناخته می‌شود که تأثیر زیادی بر فرهنگ‌های دیگر مثل یونانیان و چینی‌ها گذاشت. با گذشت زمان، سکاها با یونانیان ارتباط بیشتری برقرار کردند و این ارتباط متقابل باعث شد هنر آن‌ها تحت تأثیر هنر یونان قرار بگیرد و بر آن نیز تأثیر بگذارد. بسیاری از آثار هنری آن دوران توسط هنرمندان یونانی برای مشتریان سکایی ساخته شده است.
هنر سکاها شامل اشیاء تزئینی مانند جواهرات و تزئینات اسب، چادر و ارابه می‌شود که توسط قبایل کوچ‌نشینی که در آسیای مرکزی می‌زیستند ساخته می‌شد. این قبایل از قرن ۹ پیش از میلاد تا قرن ۲ میلادی در شمال دریای سیاه حکمرانی می‌کردند. بسیاری از آثار برجسته هنر سکایی در قرن‌های ۱۷ تا ۱۹ کشف شد. کاوش‌های بعدی در آسیای مرکزی نیز هزاران شیء طلا، برنز، آهن، نقره و الکتروم را آشکار کرد که نشان‌دهنده مهارت سکایی‌ها در فلزکاری است.
علاوه بر فلزکاری، سکاها از مواد دیگری مانند چوب، چرم، استخوان، مهره‌های عقیق، کهربا، فیروزه و همچنین نمد و منسوجات دیگر برای ساخت اشیاء تزئینی استفاده می‌کردند. در گورهای پازیریک، لباس‌هایی با تزئینات فراوان و دیوارکوب‌های نمدی با صحنه‌های مذهبی و نقوش هندسی یافت شده است.
هنر سکایی اساساً هنری حیوانی است. صحنه‌های نبرد بین حیوانات و پیکره‌های تکی حیوانات در این هنر بسیار دیده می‌شود. بسیاری از این جانوران واقعی یا اسطوره‌ای هستند و سکاها آن‌ها را به شیوه‌ای جدید و خاص خود به تصویر می‌کشیدند. اشیاء تزئینی ساخته شده توسط سکاها معمولاً کوچک هستند، اما بسیاری از آن‌ها از مواد گرانبها ساخته شده و از نظر هنری بسیار ارزشمندند.
پیکره‌های طلایی گوزن‌های نیمه‌خوابیده از آثار برجسته هنر سکایی هستند. این پیکره‌ها احتمالاً به عنوان تزئینات مرکزی سپرهای گرد جنگجویان سکایی استفاده می‌شدند. زیباترین نمونه‌های این پیکره‌ها در گورهای Kostromskaya Stanitsa در Kuban, Tápiószentmárton در مجارستان و Kul Oba در شبه‌جزیره کریمه یافت شده‌اند.
هنر سکایی با فشردگی و ترکیب موقعیت‌های متضاد بدن حیوانات، جنبه‌های مختلف آن‌ها را در فعالیت‌های گوناگون به تصویر می‌کشد. این هنر در عین واقع‌گرایی، دارای روحیه‌ای تخیلی است و گاهی به انتزاع نزدیک می‌شود. با این حال، عناصر پیچیده آن در اثر نهایی به یک کل واحد با نیروی جذاب و زیبایی تبدیل می‌شوند.
با افول قدرت سکاهای استپ‌های شرقی و جایگزینی آن‌ها با سرمتی‌ها، هنر سکایی نیز رو به زوال گذاشت. با این حال، میراث آن‌ها در گورهای باستانی و آثار هنری باقی مانده، همچنان قابل مشاهده است. امروزه، بسیاری از این آثار ارزشمند در موزه‌هایی مثل موزه ارمیتاژ در سن پترزبورگ نگهداری می‌شوند.
در شرق سرزمین سکاها، فرهنگ پازیریک در سیبری نیز شکوفا شد. هنر پازیریک شباهت‌های زیادی به هنر سکایی داشت، اما تحت تأثیر فرهنگ چین نیز قرار گرفته بود. این نشان می‌دهد که هنر مردمان کوچ‌نشین اوراسیا، حاصل تعامل و تبادل فرهنگی میان اقوام و تمدن‌های مختلف بوده است.
کشف‌های باستان‌شناسی اخیر در این مناطق، اطلاعات بیشتری دربارهٔ هنر و فرهنگ این مردمان به ما می‌دهد و به ما کمک می‌کند تا درک بهتری از تاریخ و تمدن‌های گذشته داشته باشیم.
هنر سکاها ترکیبی از عناصر شرقی و تأثیرات هنر یونانی بود که آثاری با کیفیت و منحصر به فرد خلق می‌کرد. مرکز هنر سکایی، پانتیکاپائوم، پایتخت پادشاهی بوسپوران بود. بسیاری از آثار سکایی در کورگان‌های جنوب اوکراین و کوبان یافت شده‌اند که یا از یونان وارد شده بودند یا توسط هنرمندان بومی یونانی و سکایی ساخته شده بودند.
ویژگی اصلی هنر سکایی استفاده از نمادهای جانوری است. اشیاء یافت شده در اوکراین با همتایان قفقازی خود که بیشتر تحت تأثیر هنر ایرانی، اورارتویی، آلتایی و از طریق آن، هنر چینی هستند، قابل تشخیص‌اند. سکاها اشیاء طلایی با طرح گوزن‌های نیمه‌درازکش، آهو، شیر، پلنگ، اسب و دیگر حیوانات اهلی، پرندگان و جانوران افسانه‌ای (مانند گریفین و سیرن) و همچنین چهره‌ها، بدن‌ها و گروه‌های انسانی می‌ساختند. گلدان‌ها، جام‌ها، تیردان‌ها، غلاف‌ها، شانه‌ها و اشیاء دیگر صحنه‌هایی از زندگی روزمره (مانند نبرد، کشاورزی، دامداری، رام کردن اسب‌ها، دوشیدن گوسفندان، دوختن پوست) و همچنین نقوش اساطیر و تاریخ یونان را به تصویر می‌کشند. این نمادها اغلب با تزئینات هندسی و گلدار یونانی همراه هستند.
بهترین آثار هنری سکایی در کورگان‌های سلطنتی سکایی مانند کول اوبا، هایمانوا موهیلا، ملیتوپل، سولوخا، کراسنوکوتسکی، توستا موهیلا و چورتوملیک (در جنوب اوکراین) و ولیا بلیزنیتیسا، کلرمس و کوسترومسکا (در کوبان) کشف شده‌اند.
در قرن چهارم پیش از میلاد، با مهاجرت سرمتی‌ها و دیگر قبایل ایرانی، تأثیرات یونانی در سواحل شمالی دریای سیاه کاهش یافت. در قرن سوم پیش از میلاد، سرمتی‌ها سکاها را از جنوب اوکراین به کریمه راندند، جایی که هنر سکایی جدیدی توسعه یافت. در محل پایتخت جدید سکایی، نئوپولیس، یک آرامگاه برای بزرگان که همراه با اسب‌هایشان دفن شده بودند، کاوش شد. بیش از ۱۳۰۰ اثر هنری در آنجا کشف شد، از جمله نقاشی‌های دیواری با صحنه‌های اسب‌سواری و شکار.
در طول قرن نوزدهم، بسیاری از گنجینه‌های سکایی از اوکراین و کریمه به موزه ارمیتاژ سن پترزبورگ منتقل شد. در طول جنگ کریمه، یک فرمان تزار دستور انتقال همه آثار طلایی یافت شده در اوکراین را به ارمیتاژ داد. تنها اکتشافات هنر سکایی که توسط باستان‌شناسان آکادمی علوم جمهوری سوسیالیستی شوروی اوکراین (اکنون NANU) در چند دهه آخر قرن بیستم انجام شد، امروزه در موزه‌های اوکراین یافت می‌شود.

## انواع اشیاء
سکاها با مواد گوناگونی مانند طلا، چوب، چرم، استخوان، برنز، آهن، نقره و الکتروم کار می‌کردند. لباس‌ها و تزئینات اسب‌ها با پلاک‌های کوچک فلزی و سایر مواد دوخته می‌شدند و پلاک‌های بزرگ‌تر، از جمله برخی از مشهورترین آن‌ها، احتمالاً سپرها یا ارابه‌ها را تزئین می‌کردند. نمد پشمی برای لباس‌ها، چادرها و تزئینات اسب‌ها که به شدت تزئین شده بودند، استفاده می‌شد و یک کوچ‌نشین مهم سوار بر اسب با بهترین لباس‌هایش باید منظره‌ای بسیار رنگارنگ و عجیب را به نمایش می‌گذاشت. به عنوان کوچ‌نشینان، سکاها اشیاء کاملاً قابل حمل تولید می‌کردند تا اسب‌ها، لباس‌ها، چادرها و ارابه‌های خود را تزئین کنند، به استثنای برخی مناطق که سنگ یادبودهای کورگان وجود داشت. این سنگ یادبودها که تا حدودی به صورت خام تراشیده شده بودند تا یک شکل انسانی را به تصویر بکشند، احتمالاً به عنوان یادبود در نظر گرفته شده بودند. ریخته‌گری برنز با کیفیت بسیار بالا، تکنیک اصلی فلزکاری مورد استفاده در سراسر استپ اوراسیا است، اما سکاها با استفاده مکرر از طلا در بسیاری از مکان‌ها متمایز می‌شوند، اگرچه انبارهای بزرگی از اشیاء طلایی نیز در شرق دورتر یافت شده‌اند، مانند انبار بیش از ۲۰۰۰۰ قطعه «طلای باختر» با سبک‌های تا حدی عشایری از طلاتپه در افغانستان.

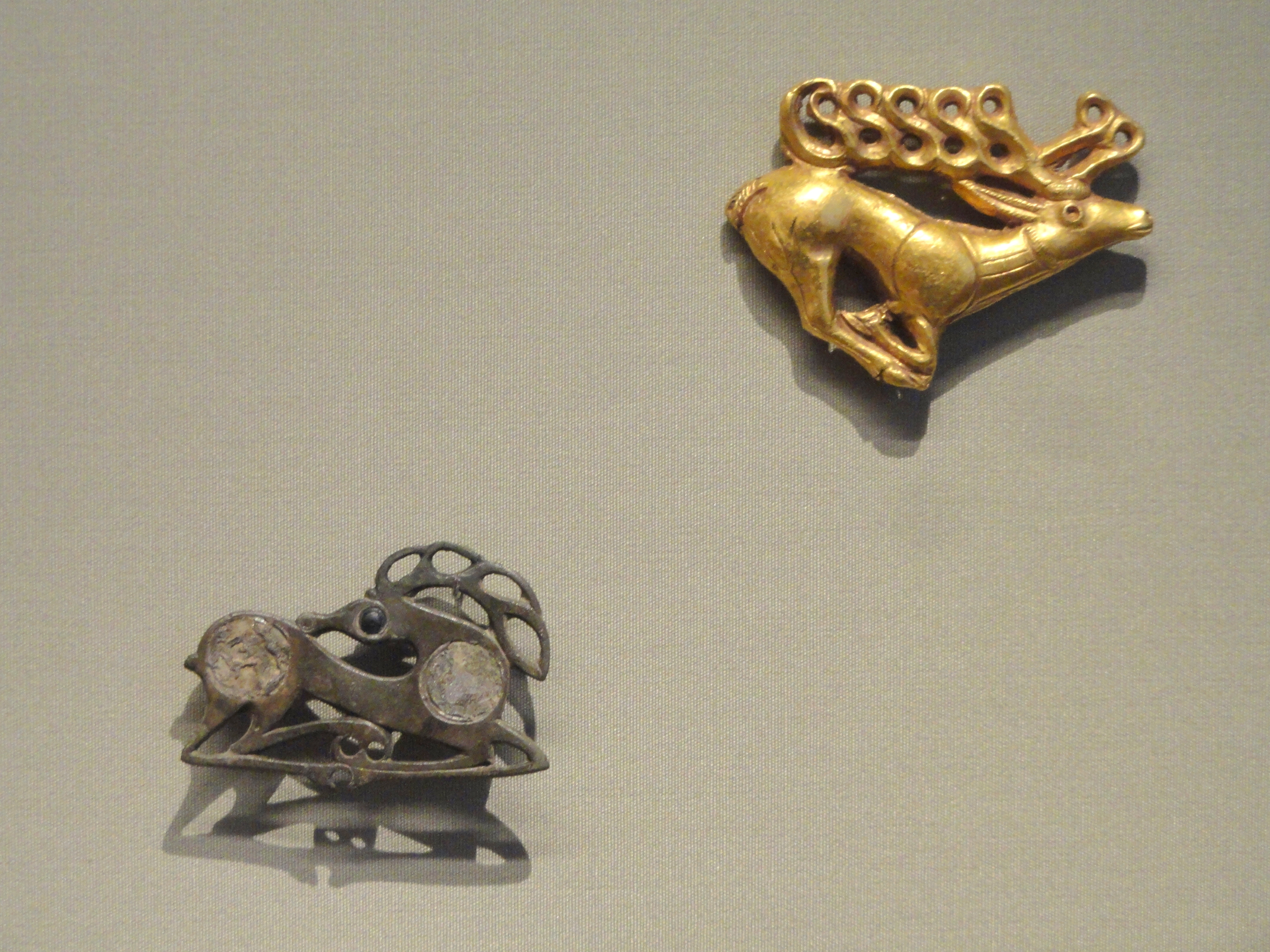
The influence of Scythian art: Fibula in the Form of a Recumbent Stag (below), about 400 AD, Northeastern Europe, and Stag Plaque (above), 400-500 BC, Scythian, western Asia, gold

قطعات اولیه منعکس‌کننده سنت‌های سبک جانورسان بودند؛ در دوره‌های بعدی بسیاری از قطعات، به ویژه از جنس فلز، توسط صنعتگران یونانی ساخته می‌شدند که سبک‌های یونانی را با سلیقه و موضوع بازار ثروتمند سکایی تطبیق داده بودند و احتمالاً اغلب در قلمرو سکایی کار می‌کردند. تصور می‌شود که قطعات دیگر از یونان وارد شده‌اند.
با رونق سکاها از طریق تجارت با یونانیان، آن‌ها ساکن شدند و شروع به کشاورزی کردند. آن‌ها همچنین سکونتگاه‌های دائمی مانند یک مکان در بلز، اوکراین ایجاد کردند که گمان می‌رود پایتخت سکایی گلون باشد و کارگاه‌های صنایع دستی و سفالگری یونانی در ویرانه‌های آن برجسته است. گورهای پازیریک (در شرق سکایی) به ویژه مهم هستند زیرا شرایط یخ‌زده طیف وسیعی از اشیاء را در مواد فاسدشدنی حفظ کرده است که در بیشتر تدفین‌های باستانی، در استپ‌ها یا جاهای دیگر باقی نمانده‌اند. این‌ها شامل کنده‌کاری‌های چوبی، منسوجات از جمله لباس‌ها و دیوارکوب‌های نمدی و حتی خالکوبی‌های استادانه بر روی بدن دوشیزه یخ‌زده سیبری می‌شود. این‌ها نشان می‌دهد که کوچ‌نشینان مهم باستانی و اسب‌ها، چادرها و ارابه‌های آن‌ها با مواد گوناگون، بسیاری از آن‌ها با رنگ‌های روشن، بسیار استادانه مجهز شده بودند. شمایل‌نگاری آن‌ها شامل حیوانات، هیولاها و جانوران انسان‌نما و احتمالاً برخی از خدایان از جمله یک «الهه مادر» و همچنین نقوش هندسی پرانرژی است. باستان‌شناسان فرش‌های نمدی و همچنین ابزار و وسایل خانگی خوش‌ساخت را کشف کرده‌اند. لباس‌هایی که توسط باستان‌شناسان کشف شده است نیز به خوبی ساخته شده‌اند که بسیاری از آن‌ها با گلدوزی و طرح‌های آپلیکه تزئین شده‌اند. افراد ثروتمند لباس‌هایی می‌پوشیدند که با پلاک‌های برجسته طلا پوشیده شده بود، اما قطعات کوچک طلا اغلب در آنچه به نظر می‌رسد تدفین‌های نسبتاً معمولی هستند، یافت می‌شود. کالاهای وارداتی شامل یک فرش معروف، قدیمی‌ترین فرش باقی مانده، است که احتمالاً در ایران یا اطراف آن ساخته شده است.

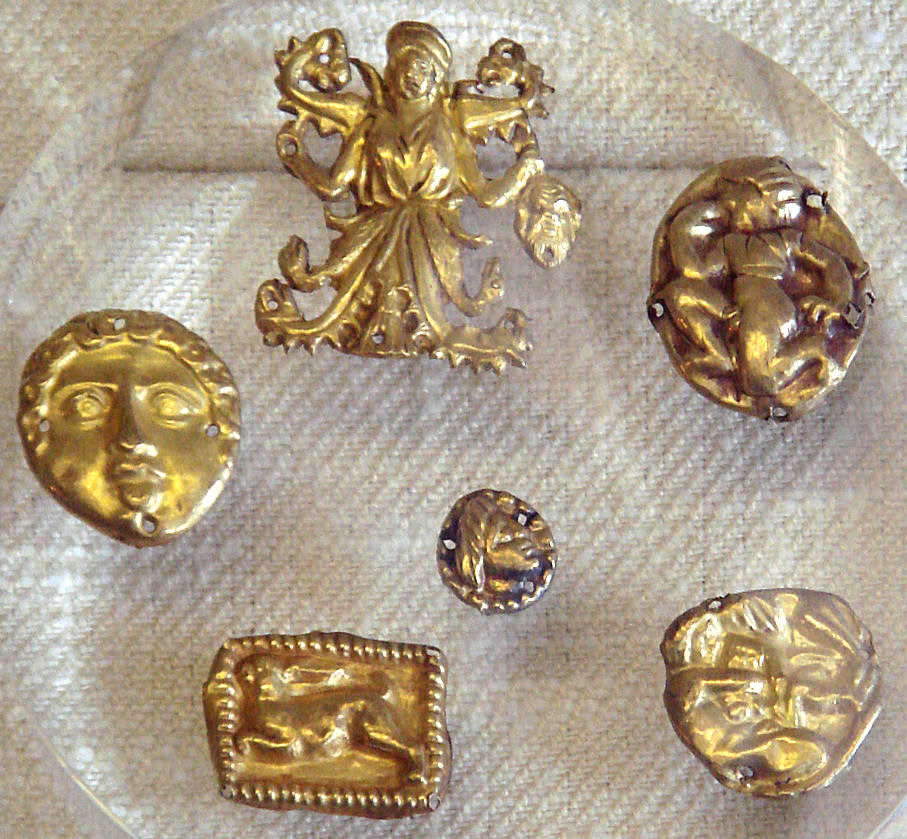
The treasure of Kul-Oba, شبه‌جزیره کریمه، 400 to 350 BC.

جواهرات ساخته شده در استپ‌های اوراسیا، تصاویری از حیوانات گوناگون مثل گوزن، گربه، پرنده، اسب، خرس، گرگ و حتی موجودات افسانه‌ای را به نمایش می‌گذارند. در میان این‌ها، پیکره‌های طلایی گوزن‌ها با حالت چمباتمه و عضلات منقبض، نمادی از سرعت و قدرت هستند. شاخ‌های حلقه‌ای این گوزن‌ها، آن‌ها را از تصاویر مشابه در هنر چین متمایز می‌کند. جالب است که به نظر می‌رسد این پیکره‌ها، گوزن شمالی را نشان می‌دهند، گونه‌ای که در آن زمان در استپ‌ها زندگی نمی‌کرد. این پیکره‌ها در اندازه‌های مختلف ساخته می‌شدند، از تزئینات کوچک برای لباس‌ها گرفته تا قطعات بزرگ‌تر که احتمالاً زینت‌بخش سپرها بودند. گوزن در فرهنگ مردمان استپ جایگاه ویژه‌ای داشت و شاید به عنوان نماد قبیله‌ای مورد احترام بود.
یکی دیگر از ویژگی‌های بارز هنر استپ، پلاک‌های مشبک‌کاری شده با طرح درخت است. در دوره‌های بعدی، با افزایش ارتباط با یونانیان، صنعتگران یونانی شروع به ساخت زیورآلات برای سکاها کردند. این آثار اغلب صحنه‌هایی از زندگی روزمره مردمان استپ را به تصویر می‌کشند که بیشتر با سبک هنری یونان همخوانی دارد تا هنر کوچ‌نشینان.
در حالی که طلا برای نخبگان حاکم استفاده می‌شد، برنز ماده اصلی برای ساخت پیکره‌های حیوانات بود. این پیکره‌ها اغلب برای تزئین وسایل مختلف مثل مهار اسب، کمربند و لباس استفاده می‌شدند. گاهی اوقات، این پیکره‌ها حتی به عنوان زره نیز به کار می‌رفتند.
شکل حیوانات در هنر استپ تنها جنبه تزئینی نداشت. اعتقاد بر این بود که این پیکره‌ها قدرت و ویژگی‌های حیوان را به صاحب خود منتقل می‌کنند. به همین دلیل، این نقوش بر روی سلاح‌هایی مثل شمشیر، خنجر، غلاف و تبر نیز دیده می‌شود.
کمان، سلاح اصلی این سوارکاران چابک، در جعبه‌ای مخصوص به نام «گوریتوس» حمل می‌شد. این جعبه اغلب با صحنه‌هایی از زندگی روزمره یا حیوانات تزئین می‌شد و یک محفظه جداگانه برای نگهداری تیرها داشت.
با گذشت زمان و افزایش ارتباط با یونان، عناصر هنر یونانی در هنر استپ بیشتر دیده شد. از قرن چهارم پیش از میلاد، صنعتگران یونانی بسیاری از وسایل روزمره سکاها را تزئین می‌کردند.
نمایشگاه‌های هنری در دهه‌های اخیر، هنر سکایی را به جهانیان معرفی کرده‌اند.
به‌طور خلاصه:
| هنر سکایی                   | هنر سکایی |
| --------------------------- | --- |
| مواد اولیه                  | طلا، چوب، چرم، استخوان، برنز، آهن، نقره، الکتروم |
| انواع اشیاء                 | جواهرات، تزئینات اسب، چادر و ارابه، پلاک‌های فلزی کوچک و بزرگ، لباس‌های نمدی، سنگ یادبودهای کورگان                                                                |
| فنون ساخت                   | ریخته‌گری برنز، استفاده مکرر از طلا، خالکوبی، کنده‌کاری روی چوب، منسوجات و نمد، گلدوزی و آپلیکه                                                                   |
| اشیاء کشف‌شده در پازیریک     | جامه‌های تزئین‌شده، دیوارکوب‌های نمدی با صحنه‌های مذهبی و نقوش هندسی، فرش‌های نمدی، ابزار و وسایل خانگی                                                              |
| ترکیب سبک‌ها                 | تلفیقی از عناصر شرقی و تأثیرات هنر یونانی |
| نمادهای جانوری              | استفاده گسترده از نقوش حیوانات واقعی و افسانه‌ای (گوزن، گربه، پرنده، اسب، خرس، گرگ، شیردال، سیرن)                                                                |
| صحنه‌ها                      | به تصویر کشیدن نبرد، کشاورزی، دامداری و فعالیت‌های روزمره |
| نقوش اساطیری و تاریخی یونان | استفاده از عناصر اساطیری و تاریخی یونان در آثار هنری |
| تزئینات هندسی و گلدار       | ترکیب نمادهای جانوری با تزئینات هندسی و گلدار یونانی |
| معنای نمادین                | اعتقاد به انتقال قدرت و ویژگی‌های حیوان به صاحب پیکره آن |
| دوره شکوفایی                | قرن‌های هفتم تا سوم پیش از میلاد |
| مناطق مهم                   | استپ‌های آسیای مرکزی، شمال دریای سیاه، جنوب اوکراین، کوبان، کریمه                                                                                                |
| یافته‌های مهم                | گورهای پازیریک، کورگان‌های سلطنتی سکایی (کول اوبا، هایمانوا موهیلا، ملیتوپل، سولوخا، کراسنوکوتسکی، توستا موهیلا، چورتوملیک، ولیا بلیزنیتیسا، کلرمس و کوسترومسکا) |
| موزه‌ها                      | عمدتاً‌ در موزه ارمیتاژ سن پترزبورگ |